# نوغاب (بیرجند)
نوغاب زیرگ روستایی است کوهستانی و بسیار زیبا در دهستان کاهشنگ از توابع بخش مرکزی شهرستان بیرجند، واقع در استان خراسان جنوبی کشور ایران که بر پایه سرشماری عمومی نفوس و مسکن در سال ۱۳۸۵ جمعیت آن ۱۰۵ نفر (در ۴۲ خانوار)  و طبق سرشماری عمومی نفوس و مسکن در سال ۱۳۹۵ جمعیت آن ۶۹ نفر (در ۲۶ خانوار) بوده‌است.فاصله این روستا تا شهر بیرجند مرکز استان خراسان جنوبی ۳۸ کیلومتر است.ارتفاع روستا از سطح دریا ۲۱۱۵ متر می باشد.